# Dieter Bott

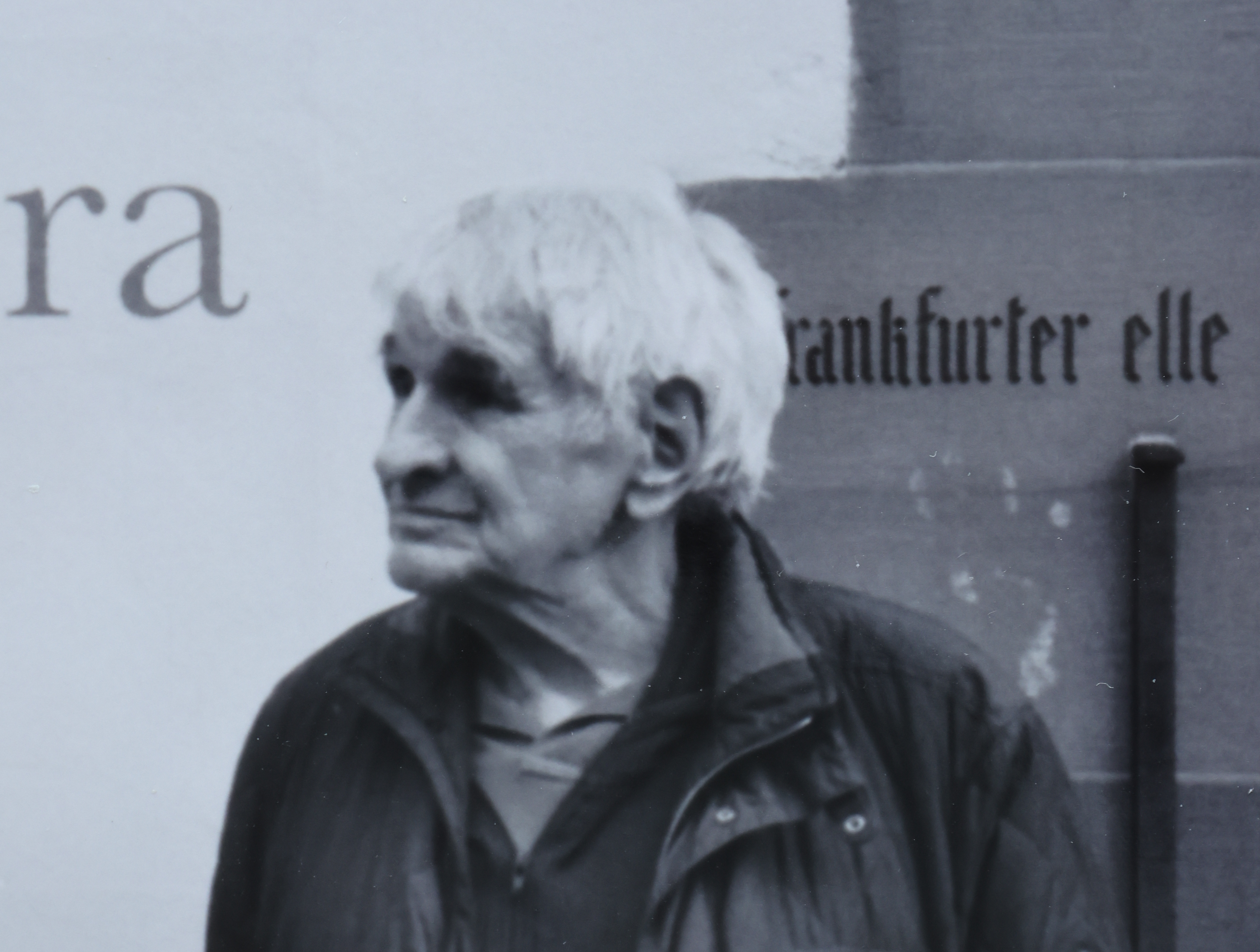
Dieter Bott (2022)

Dieter Bott (geboren am 25. Dezember 1943 in Homberg (Efze)) ist ein deutscher Soziologe, Lehrbeauftragter und Experte für Fanprojekte. Botts Anliegen war es, die Ideen der Kritischen Theorie und die Leitbilder der sich auf sie beziehenden Sponti-Kultur seinem Umfeld zu vermitteln. Während seiner 30-jährigen Tätigkeit auf dem Gebiet „Soziale Arbeit mit Fußballfans“ setzte er sich gegen Gewalt und Kommerzialisierung im Fußball ein.
Nach dem Abitur studierte er von 1963 bis 1969 Soziologie an der Goethe-Universität und am Institut für Sozialforschung in Frankfurt am Main ohne Abschluss; den holte er 1984 an der Fachhochschule Frankfurt im Fach Sozialpädagogik nach.

## Tätigkeit und politisches Engagement
Die Frankfurter Schule erhob nicht den Anspruch, ein „zeitlos gültiges, abgeschlossenes Theoriegebäude“ darzustellen, „sondern repräsentierte eher eine bestimmte Denkungsart kritischer Aufklärung.“ Diese Denkanstöße, verbunden mit den Forderungen der Studentenbewegung, galt es nach Ansicht der APO-Studenten, wie Bott, unmittelbar in die Praxis umzusetzen und durch Agitation zu verbreiten. 1968 gründete Bott mit Hans-Peter Bernhardt an seiner ehemaligen Schule einen außerschulischen Arbeitskreis, die Homberger Gegenschule, die für einen antiautoritären Erziehungsstil eintrat, und die Erkenntnis vermittelte, die die Schülerschaft freudig aufnahm, dass „alle Lehrer Papiertiger“ seien. Ein weiteres Anliegen bestand darin, das Tabu zu brechen, über Sexualität zu sprechen. Die Gegenschule bot Sexualkunde quasi als Wahlfach an, das dem Bedürfnis der Schüler und Schülerinnen nach Aufklärung und Information entsprach: Unbekannte pinselten mit großer Schrift an die Schulwände „Vögeln ist schön“ und „Vögeln statt Turnen“.
Wegen dieser und anderer Vorkommnisse, die der Theodor-Heuss-Schule zu bundesweiter medialer Bekanntheit verhalfen, mussten sich Bott und Bernhardt vor Gericht verantworten. 194 Eltern hatten einen Strafantrag gestellt. Da Bott und seinem Mitstreiter keine Beteiligung an der Malaktion nachgewiesen werden konnte, blieb nur der Text ihres Flugblattes als Anklagepunkt übrig, der als Beleidigung der Lehrerschaft und des Direktors aufgefasst wurde. Beim zweiten Prozess 1969 in Marburg sagte Peter Brückner zu ihren Gunsten aus, dass es sich bei den Flugblättern um eine Kritik an den von ihnen als „ungerecht empfundenen Verhältnissen“ gehandelt habe. Das Strafmaß von Bott, drei Monate auf Bewährung, wurde bestätigt, Bernhardt blieb jetzt straffrei.
Nach Ende seiner Tätigkeit in den siebziger Jahren als Bildungsreferent bei der Hessischen Naturfreundejugend reiste Bott von 1978 bis 1982 mit dem Rucksack um die halbe Welt. Nachdem die Reisegroschen aufgebraucht und die Schuhe durchgelaufen waren, mit denen er fremde Länder und Völker kennengelernt hatte, machte er sich, wieder daheim, daran, die Sitten und Gebräuche eines zu Gefühlsausbrüchen speziell im Zusammenhang mit Fußball neigenden einheimischen Völkchens – bis dahin unerforscht, aber an Spieltagen ungemein munter – genauer unter die sozialwissenschaftliche Lupe zu nehmen. Bott gehörte zu den Pionieren, die die Grundlagen für Fußball-Fanprojekte legten, zunächst von 1984 bis 1990 in Frankfurt. Im Lauf der folgenden Jahre blieb er, mit verschiedenen Aufgaben betraut, als Fan-Soziologe und Lehrbeauftragter auch nach seiner Pensionierung dem Fußball verbunden. In Düsseldorf war er von 1990 bis 1995, anschließend von 1995 bis 2000 in Duisburg tätig. 1996 organisierte er zusammen mit Gerd Dembowski in Oer-Erkenschwick das erste Fanzine-Festival.

## Trivia
Eine Erbschaft nutzte Dieter Bott, um neben anderen auch einen Viva-Maria-Preis ins Leben zu rufen. Bisherige Preisträger waren Klaus Hansen, Verfasser von Satiren und politischen Gedichten, sowie Christian Y. Schmidt, letzterer, weil er auch die Kritiker von Kritik nicht ausnahm. Ein Projekt von Bott gilt es noch zu realisieren: Zusammen mit Richard Herding, mit dem er in den 1990er Jahren in Frankfurt in einer Wohngemeinschaft gewohnt hat, möchte er in die USA reisen, um die Wirkungsstätten der Emigranten der Frankfurter Schule in Kalifornien und New York zu besuchen. Die Ideen der Frankfurter Schule in die Tat umzusetzen, war nicht nur das Lebensmotto von Bott und Herding, sondern das einer ganzen Generation.

## Schriften
- Dieter Bott, Gerd Dembowski, Marvin Chlada: Ball und Birne – Zur Kritik herrschender Fußballkultur, Hamburg 1998, ISBN 978-3-87975-711-4
- Dieter Bott, Gerold Hartmann: Die Fans aus der Kurve, Verlag Brandes & Apsel, Frankfurt 1986, ISBN 3-925798-81-1
- Dieter Bott, Thomas Gehrmann, Gerold Hartmann: Wir sind alle Frankfurter Jungs: die Fans der SGE, Hessische Sportjugend, Fußballfanprojekt, Frankfurt 1986
- Dieter Bott: Hausbesetzung in Frankfurt, Güntherstr. 28. In: Freizeit & Wandern, Stuttgart-Untertürkheim, 1970